# بيير جريباري
بيير جريباري (بالفرنسية: Pierre Gripari)‏ (مواليد 7 يناير 1925 في باريس - توفي 23 ديسمبر 1990 في باريس)، هو كاتب فرنسي.